# Zofia Kiełpińska
Zofia Kiełpińska z d. Topór-Huciańska (ur. 15 maja 1960 w Zakopanem) – polska biathlonistka oraz biegaczka narciarska, brązowa medalistka mistrzostw świata i uniwersjady.

## Kariera
W zawodach Pucharu Świata zadebiutowała 20 lutego 1990 roku w Mińsku, gdzie zajęła 44. miejsce w biegu indywidualnym. Najwyższą lokatę wywalczyła 21 grudnia 1991 roku w Hochfilzen, kończąc rywalizację w sprincie na 11. pozycji.
Podczas mistrzostw świata w Borowcu w 1993 roku wspólnie z Krystyną Liberdą, Heleną Mikołajczyk i Anną Sterą zdobyła brązowy medal w biegu drużynowym. Był to pierwszy w historii medal dla Polski w tej konkurencji. Zajęła też między innymi 33. miejsce w biegu indywidualnym na mistrzostwach świata w Lahti w 1991 roku. W 1992 roku wystartowała na igrzyskach olimpijskich w Albertville, zajmując 62. miejsce w biegu indywidualnym i 50. w sprincie i 14. w sztafecie. Brała również udział w igrzyskach w Lillehammer dwa lata później, gdzie w swoim jedynym starcie zajęła 68. miejsce w sprincie.
Na mistrzostwach Polski w biathlonie wywalczyła siedem medali: cztery złote (w sprincie, biegu indywidualnym oraz dwukrotnie w sztafecie) oraz trzy srebrne (w biegu indywidualnym oraz dwukrotnie w sprincie).
Jej największym sukcesem w narciarstwie klasycznym był brązowy medal Zimowej Uniwersjady 1987, w sztafecie 3 × 7,5 km (razem z Katarzyną Popieluch oraz Michaliną Maciuszek). Na mistrzostwach Polski wywalczyła 8 medali: cztery złote (wszystkie w sztafecie) oraz cztery srebrne (w sztafecie, biegu na 10 km, oraz dwukrotnie w biegu na 20 km).
Skończyła studia trenerskie i dziennikarskie. W 2019 roku Wydział Wychowania Fizycznego i Sportu Akademii Wychowania Fizycznego im. Bronisława Czecha w Krakowie nadał jej stopień doktora nauk o kulturze fizycznej, na podstawie rozprawy pt. „Poziom sprawności motorycznej młodzieży zakopiańskiej w wieku 10–16 lat w kontekście naboru zawodników do uprawiania dyscyplin zimowych w Zespole Szkół Mistrzostwa Sportowego”. W latach 1993–2021 pracowała w Urzędzie Miasta Zakopane.

## Osiągnięcia

### Igrzyska olimpijskie
| Rok  | Miejscowość | Konkurencje | Konkurencje | Konkurencje | Konkurencje | Konkurencje | Konkurencje | Konkurencje |
| Rok  | Miejscowość | IN          | SP          | PU          | MS          | RL          | MR          | SR          |
| ---- | ----------- | ----------- | ----------- | ----------- | ----------- | ----------- | ----------- | ----------- |
| 1992 | Albertville | 62.         | 50.         | nd.         | nd.         | 14.         | nd.         | –           |
| 1994 | Lillehammer | –           | 68.         | nd.         | nd.         | –           | nd.         | –           |

### Mistrzostwa świata
| Rok  | Miejscowość | Konkurencje | Konkurencje | Konkurencje | Konkurencje | Konkurencje | Konkurencje | Konkurencje |
| Rok  | Miejscowość | IN          | SP          | PU          | MS          | RL          | MR          | SR          |
| ---- | ----------- | ----------- | ----------- | ----------- | ----------- | ----------- | ----------- | ----------- |
| 1990 | Mińsk       | 44.         | –           | nd.         | nd.         | –           | nd.         | –           |
| 1991 | Lahti       | 33.         | 38.         | nd.         | nd.         | 11.         | nd.         | –           |
| 1993 | Borowec     | 54.         | 60.         | nd.         | nd.         | 13.         | nd.         | –           |

### Puchar Świata

#### Miejsca w klasyfikacji generalnej
| Sezon     | Miejsce |
| --------- | ------- |
| 1989/1990 | -       |
| 1990/1991 | -       |
| 1991/1992 | -       |
| 1992/1993 | -       |
| 1993/1994 | -       |

#### Miejsca na podium chronologicznie
Kiełpińska nigdy nie stanęła na podium indywidualnych zawodów PŚ.